# Дімітер Анагності
Дімітер Анагності (алб. Dhimitër Anagnosti; нар. 23 січня 1936, Вунгтау) — албанський режисер, сценарист і оператор.
Після закінчення середньої школи у Вльорі почав свої дослідження в Інституті кінематографії у Москві, де він отримав освіту оператора. Разом з Віктором Гжікою зняв фільм Njeriu kurre nuk vdes, заснований на прозі Хемінгуея, за яку він отримав нагороду на фестивалі у Нідерландах у 1961 (фільм не був показаний в Албанії). Він працював у кіностудії Kinostudio Shqiperia e Re оператором, а починаючи з 1966 року і режисером.
У 1991–1996 він був членом парламенту Албанії від Демократичної партії, у 1992–1994 роках, обіймав посаду міністра культури, молоді та спорту.
Дружиною режисера є акторка Роза Анагності.